# Auxa mimodivaricata
Auxa mimodivaricata là một loài bọ cánh cứng trong họ Cerambycidae.